# Carme Plaza i Arqué
Carme Plaza i Arqué (Reus, 1946) és una filòloga i historiadora catalana, especialitzada en dialectologia i en història dels ordes militars del Temple i de l'Hospital, sovint en col·laboració amb l'historiador i espòs Joan Fuguet.
Catedràtica de llengua i literatura espanyoles d'Institut de Batxillerat a Barcelona, a més d'exercir aquesta tasca docent, ha dedicat gran part de la seva investigació científica a l'àmbit històric i lingüístic de la Conca de Barberà: dialectologia, sociolingüística i toponímia. Ha col·laborat amb el Museu Comarcal de la Conca de Barberà en l'assessorament lingüístic de les instal·lacions i dirigint i corregint les publicacions del Centre d'Estudis de la Conca de Barberà, secció del Museu.

## Premis i reconeixements
- 1988, Primer Premi «Xamfrà» atorgat pel Col·legi d'Aparelladors i Arquitectes Tècnics de Tarragona, a l'estudi lingüístic, sociològic i històric sobre el poble de Barberà de la Conca: Història de Barberà a través dels noms.[6]
- 1999, Premi Francesc de B. Moll de l'Institut d'Estudis Catalans a la millor tesi doctoral sobre Dialectologia i Història de la llengua catalana.[7][8]
- 2016, Filla Adoptiva de Montblanc[9][10]
- 2019, Menció de serveis distingits pel Consell Comarcal de la Conca de Barberà[11] per «la tasca de recerca i divulgació de la memòria històrica de la comarca i dels seus municipis».[12]